# Wapen van Arendonk

Het wapen van Arendonk

Het wapen van Arendonk is het heraldisch wapen van de Antwerpse gemeente Arendonk. Het wapen werd op 6 oktober 1819 per besluit van de Hoge Raad van Adel aan de gemeente toegekend. Het wapen is op 31 december 1838, nu per Koninklijk Besluit, in gebruik herbevestigd.

## Blazoeneringen
Omdat het wapen in 1838 werd herbevestigd, heeft Arendonk twee blazoeneringen voor het wapen.
De eerste blazoenering luidt als volgt:
Van lazuur beladen met een gouden arend.
In 1838 werd het oude wapen in gebruik bevestigd met een aangepaste tekst. Dit wapen kreeg een blazoenering in het Frans en Nederlands, de twee beschrijvingen luiden als volgt:
D'azur, à un aigle d'or

Een hemelsblauw veld met eenen gulden arend.
Het wapen is geheel blauw van kleur met daarop staande een gouden adelaar. Het wapen is hierdoor in Nassause kleuren uitgevoerd. Het is ook een van de weinige Belgische wapens die na de onafhankelijkheid geen andere kleuren hebben gekregen.

## Geschiedenis
Het wapen stamt af van een 15e-eeuws zegel van de schepenbank, waarvan één afdruk uit 1493 bekend is. Op dit zegel staat de vogel voor een distelstengel met twee bladeren in de top een bloem. Als vrijheid voerde Arendonk een wapen van zilver met daarop een zwarte adelaar. De Hoge Raad van Adel bevestigde het wapen van Arendonk in 1819 in als zijnde in gebruik. In 1838 werd het opnieuw bevestigd, maar ditmaal per Koninklijk Besluit van de Belgische koning. Arendonk kreeg het wapen in de zogenaamde rijkskleuren, in Vlaanderen ook wel Nassause kleuren genoemd, omdat bij de aanvraag in 1813 er geen kleuren opgegeven werden. Hoewel de kleuren historisch gezien niet correct zijn, heeft de gemeente Arendonk besloten ze niet te wijzigen.
Bepaalde bronnen spreken van een zogenaamd sprekend wapen, omdat de arend van het schild zou terugkomen in de naam Arendonk. Volgens anderen is dit echter onjuist, omdat het woorddeel Aren- in de plaatsnaam Arendonk is afgeleid van a, wat slaat op stromend water.
Sommigen zien een valk in de arend op het wapenschild, vanwege de ooit bloeiende valkerij in het middeleeuwse Arendonk. Dit is onwaarschijnlijk, aangezien valken op wapens steevast zijwaarts werden afgebeeld, voorzien van belletjes, ringen of riempjes rond de poten en met kap met pluim over de kop. Anders zou een valk immers niet te onderscheiden zijn van een arend.